# Memorial a Víctor Jara y Littré Quiroga
El Memorial a Víctor Jara y Littré Quiroga (y tres personas que no han sido identificadas) fue levantado en homenaje a cinco personas que fueron encontradas sin vida en el sector aledaño al Cementerio Metropolitano en la comuna de Lo Espejo en Santiago de Chile el 16 de septiembre de 1973. Entre ellas, el cantautor y director teatral Víctor Jara Martínez y el director de Gendarmería de la época Littré Quiroga Carvajal, con evidencia de maltrato físico y fusilamiento, junto a ellos se encontraron tres personas más que no pudieron ser identificadas.
Desde entonces, el lugar en la Población Santa Olga se convirtió en un espacio de memoria para los vecinos, agrupaciones sociales y culturales, quienes conmemoran a las víctimas de la dictadura y las violaciones de los derechos humanos cometidas por agentes del Estado de la dictadura de Augusto Pinochet.

## Historia
La madrugada del 16 de septiembre de 1973, cinco días después del golpe de Estado, pobladores del sector hallaron cinco cuerpos sin vida en el sitio colindante al Cementerio Metropolitano. Con el pasar de los días, se supo que se trataba del cantautor Víctor Jara quien fue detenido en la ex Universidad Técnica del Estado y posteriormente fue trasladado al entonces Estadio Chile, lugar en que también se encontraba Littre Quiroga, Jefe de Prisiones de la época, quien se entregó voluntariamente tras el Golpe Militar. Ambos fueron asesinados en el lugar y posteriormente sus cuerpos fueron arrojados junto a los de otras tres personas, que no han sido identificadas, en el sitio eriazo al costado del Cementerio Metropolitano. Estos hechos, se encuentran en el Informe de la Comisión Nacional de Verdad y Reconciliación, conocido también como Informe Rettig. 

Con el tiempo se transformó en un espacio de conmemoración de los pobladores de la comuna, organizaciones artísticas y culturales realizaban murales, y en el año 2012 hicieron el primer carnaval estilo comparsa en memoria de Víctor Jara, terminando su recorrido cerca de la zona donde actualmente se encuentra el memorial, activando a la ciudadanía en el constante recordatorio de la importancia del sitio: 

"Sabíamos que era al costado del Cementerio Metropolitano, pero no tenía ninguna identificación, no había un algo que dijera ‘aquí fallecieron…aquí fueron arrojados’. Lo único que había era la persistente memoria a través de los murales que se fueron poniendo alrededor. Con ellos siempre se estuvo diciendo ‘aquí fueron encontrados’ en homenaje a Víctor y a Littré. Así se recuperaba mediante esos dibujos y murales el costado del sitio, que no era directamente el sitio porque no podíamos acceder por el basural que estaba ahí instalado.

Un primer esfuerzo que hicimos el 2013, fue poner una placa de metal. Era una placa pequeña que no medía más de cincuenta centímetros y que la mandamos a hacer entre todos para marcar el lugar”. Rosa Núñez, gestora de la Escuelita Artística Comunitaria 

El 13 de septiembre de 2014 se inauguró como sitio de memoria con un mural de 4 por 2,5 metros que fue elaborado por trabajadores del Cementerio Metropolitano. A la ceremonia asistieron autoridades y fue presentado por Joan Jara, viuda del cantautor:
"He estado muchas veces aquí, llorando, pero también celebrando los esfuerzos de los vecinos, de los jóvenes, por tratar de tener un lugar de memoria. Aquí hay cinco personas que fueron dejadas muertas. Tres de las que nunca vamos a saber quiénes eran. Nuestros seres queridos están esperando la justicia formal durante 41 años y aunque hay señales de que un día tal vez podamos llegar a saber la verdad, esto es otra cosa. Pese a que el cielo está llorando, nosotros estamos celebrando, porque gracias al pueblo de este lugar, se hace la justicia del pueblo, que es lo más importante, porque han decidido que nunca más van a olvidar a las personas que fueron botadas como carne muerta aquí."
Un año después, cerca de 22 organizaciones sociales con la firma de adhesión de 2.188 personas, solicitaron al Consejo de Monumentos Nacionales la declaratoria del memorial como Monumento Nacional, el cual fue declarado con categoría de Monumento Histórico el 29 de diciembre de 2015 bajo el decreto N°586. Finalmente la zona correspondiente a este monumento es entre el muro poniente del Cementerio Metropolitano y el cierro de la propiedad de la Empresa de los Ferrocarriles del Estado (EFE), y desde el muro norte del Cementerio Metropolitano hasta la solera sur de la calle Eduardo Frei.

### Daños
En el año 2018 el memorial sufrió graves daños producto de que la empresa constructora Tecsa S.A con la autorización del municipio utilizó este sitio como basural y tiradero de escombros, bloqueando su acceso. Organizaciones vecinales y la Fundación Víctor Jara publicaron un comunicado denunciando lo sucedido:
Las organizaciones firmantes nos declaramos en campaña permanente de denuncia de esta situación y al mismo tiempo trabajaremos por concretar el proyecto de Parque Ciudadano para el terreno señalado, entregando así, la dignidad que los vecinos y la memoria histórica merecen.
El Consejo de Monumentos Nacionales (CMN) examinó la situación en terreno y pidió una investigación a la Fiscalía, con el fin de determinar las debidas responsabilidades.